# Nhà hát Cải lương Trần Hữu Trang
Nhà hát Cải lương Trần Hữu Trang hay Trung tâm nghệ thuật cải lương Hưng Đạo là nhà hát cải lương tại 136 Trần Hưng Đạo, Quận 1, Thành phố Hồ Chí Minh. Đây cũng là nơi nghiên cứu và đào tạo nghệ thuật cải lương nổi tiếng.

## Lịch sử

### Rạp Hưng Đạo
Những năm 50, 60 đang là thời hoàng kim của cải lương ở miền Nam, nhiều đoàn được thành lập và nhiều rạp hát được xây. Rạp Hưng Đạo được hoàn thành vào đầu năm 1960 bởi một ông chủ xuất nhập cảng phụ tùng xe hơi và xe gắn máy tên Nguyễn Thành Niệm. Ông Niệm từng là thợ sửa xe ngay trước ngôi nhà ở khu phố mà sau này là rạp Hưng Đạo ông xây nên.
Rạp Hưng Đạo được lắp máy lạnh, có 1.100 ghế, chia làm bốn hạng với giá vé từ 40 - 120 đồng/vé (năm 1960). Rạp xây dựng ở thời điểm cải lương đang có nguy cơ bị phim màn ảnh rộng Đài Loan, Hồng Kông, Ấn Độ… lấn lướt, nên đã được xây với sân khấu đại vĩ tuyến - không gian mở rộng để các đoàn hát tha hồ dựng tuồng, dựng cảnh hoành tráng, quy mô. Để khai trương rạp, ông chủ Niệm mời đoàn cải lương Thanh Minh - Thanh Nga - đoàn cải lương ăn khách nhất Sài Gòn lúc bấy giờ.
Đến khoảng cuối năm 1967, Hưng Đạo trở thành “đại bản doanh” đoàn Thanh Minh - Thanh Nga. Tất cả những tuồng mới của đoàn như: Con gái chị Hằng, Áo cưới trước cổng chùa, Hoa Mộc Lan… đều khai trương tại Hưng Đạo và diễn liên tục khoảng một tháng trước khi chuyển đến điểm diễn khác. Nhiều suất hát, chưa đến 10g sáng mà phòng vé đã đóng cửa và treo bảng “hết vé”. Suốt thời gian này, rạp Hưng Đạo được xem là "thánh địa cải lương".
Kể từ thập niên 70, cải lương bước qua thời hưng thịnh nhưng vẫn hoạt động mạnh. Sau năm 1975, rạp được đổi tên thành Trung tâm nghệ thuật cải lương Hưng Đạo. Đến thập niên 1980, đoàn cải lương Trần Hữu Trang tiếp quản và rạp được gọi thêm tên là Nhà hát Cải lương Trần Hữu Trang. Tại đây từng tổ chức thành công hai đợt Liên hoan Sân khấu Mùa thu TP.HCM (1998, 2001) và một mùa Hội diễn Sân khấu Cải lương chuyên nghiệp toàn quốc vào năm 2000. Dù trải qua 3 lần sửa chữa trong các năm 1997, 1998 và 2001 với hơn 2 tỉ đồng, rạp Hưng Đạo trở nên quá tải và xuống cấp. Rạp Hưng Đạo cho diễn suất cuối cùng Ngao sò ốc hến vào ngày 25 tháng 9 năm 2010 và được phá dỡ để xây mới.

### Nhà hát Cải lương Trần Hữu Trang
Nhà hát được xây dựng lại từ nền của rạp Hưng Đạo cũ với số vốn huy động 132 tỉ đồng, khai trương ngày 18 tháng 4 năm 2015; là một trong 8 công trình khánh thành tại Thành phố Hồ Chí Minh trong dịp kỷ niệm 40 thành lập. Rạp gồm 5 tầng lầu, một tầng hầm với 600 chỗ ngồi cùng hệ thống thang máy và thang cuốn. Vở diễn đầu tiên tại rạp được trùng tu mang tên "Chiến binh" của tác giả Chu Lai - chuyển thể Hoàng Song Việt. Rạp được đổi tên thành Nhà hát Cải lương Trần Hữu Trang nhằm vinh danh vị tác giả của vở Tô Ánh Nguyệt nổi tiếng.